# Hypsilurus bruijnii
Hypsilurus bruijnii — вид ігуаноподібних ящірок родини агамових (Agamidae). Ендемік Індонезії. Вид названий на честь нідерландського натураліста Антоні Аугустуса Брюйна.

## Поширення і екологія
Hypsilurus bruijnii  відомі з типової місцевості, розташованої в горах Арфак на півночі півострова Чендравасіх на заході Нової Гвінеї. Вони живуть в тропічних лісах.